# Äsphults socken
Äsphults socken i Skåne ingick i Gärds härad, uppgick 1967 i Kristianstads stad och området ingår sedan 1971 i Kristianstads kommun och motsvarar från 2016 Äsphults distrikt.
Socknens areal är 38,09 kvadratkilometer varav 37,95 land. År 2000 fanns här 361 invånare. Kyrkbyn Äsphult med sockenkyrkan Äsphults kyrka ligger i socknen.

## Administrativ historik
Socknen har medeltida ursprung. 
Vid kommunreformen 1862 övergick socknens ansvar för de kyrkliga frågorna till Äsphults församling och för de borgerliga frågorna bildades Äsphults landskommun. Landskommunen uppgick 1952 i Träne landskommun som 1967 uppgick i Kristianstads stad som 1971 ombildades till Kristianstads kommun. Församlingen uppgick 2022 i Tollarps församling.

1 januari 2016 inrättades distriktet Äsphult, med samma omfattning som församlingen hade 1999/2000.  
Socknen har tillhört län, fögderier, tingslag och domsagor enligt vad som beskrivs i artikeln Gärds härad. De indelta soldaterna tillhörde Norra skånska infanteriregementet, Gärds kompani och Skånska dragonregementet, Livskvadron, Majorns kompani.

## Geografi
Äsphults socken ligger sydväst om Kristianstad kring Vramsån med Linderödsåsen i sydost. Socknen är en kuperad skogsbygd med inslag av odlingsbygd.
I socken finns byarna Rickarum, Äsphult, Sjunnarp, Råbockarp, Nockarp, Brostorp, Duckarp, Olarp, Norra Pårup, Tottarp, Liarum, Toarp, Bjärnhult och Linnemölla.

## Fornlämningar
Gravrösen från järnåldern är funna, samt några gravrösen.

## Namnet
Namnet skrevs 1509 Eszpolt och kommer från kyrkbyn. Namnet innehåller äspe, 'bestånd av asp' och hult, 'skogsdunge'..
Namnet skrevs före 1910 även Esphults socken.